# Can Bonvehí
Can Bonvehí és una masia del municipi d'Alella de finals del segle dinou. Està protegida com a bé cultural d'interès local.

## Descripció
Edifici civil. Es tracta d'una masia de planta basilical, amb un cos central més elevat i cobert per una teulada de dues vessants, a la qual s'ha col·locat a la seva façana principal, una nova construcció, tipus decorat, i que en realitat no ha canviat en absolut la planta del conjunt. La realització de tipus historicista ha intentat reproduir l'estructura d'un castell medieval, amb dues torres circulars col·locades als dos angles, i rematada tota la façana amb merlets. La decoració de totes les finestres imita també els motius ornamentals gòtics. En conjunt resulta de dubtosa qualitat. Adossada a la masia per la banda dreta hi ha una capella.

## Història
Mentre que la masia data del segle xv, la façana fou realitzada l'any 1898. Antigament s'anomenà "Mas Company de Munt". El 1477 en fou propietari Pere Company. A la meitat de segle xvii fou adquirit pel Doctor en Dret Francesc de Bonvehí. Des d'aleshores, la casa es coneix amb aquest nom.